# Isidre Bonet i Palau
Isidre Bonet i Palau (Barcelona, 4 de març de 1954) és un metge i polític català, diputat al Parlament de Catalunya en la IV Legislatura.
Llicenciat en medicina i especialitzat en urologia per la Universitat de Barcelona. Des de 1990 és cap del Servei d'Urologia de l'Hospital de la Creu Roja de Barcelona, membre de l'Associació Espanyola d'Urologia, col·laborador en el Centre Internacional de Medicina Avançada (CIMA) i autor de nombrosos estudis en la seva especialitat.
Políticament milita en el Partit Popular, amb el que ha estat president de la comissió de sanitat i membre del comitè executiu. Fou elegit diputat per la província de Barcelona a les eleccions al Parlament de Catalunya de 1995. Fou president de la Comissió d'Estudi sobre les Causes que generen Violència Infantil del Parlament de Catalunya.

## Obres
- Estudio morfológico de las neoplasias vesicales mediante marcadores (1992)